# Мартинович Віктор Валерійович
Віктор Валерійович Мартинович (біл. Віктар Валер'евіч Марціновіч, 9 вересня 1977, Ошмяни) — білоруський письменник-фантаст, журналіст і мистецтвознавець. Свої твори пише як білоруською, так і російською мовами.

## Біографія
Віктор Мартинович народився в Ошмянах, проте у віці 3 років він разом із родиною перебрався на проживання до  Мінська. У Мінську Мартинович закінчив середню та художню школу, після чого навчався на журналістському факультеті Білоруського державного університету. Після скінчення університету навчався в його аспірантурі, підготував дисертацію про репрезентацію культурного авангарду у Вітебську в газетах у 20-х роках XX століття, проте не захисив її. З 2002 до 2015 року Віктор Мартинович працював заступником головного редактора тижневика «Белгазета». З 2006 року Мартинович працює викладачем Європейського гуманітарного університету у Вільнюсі. У 2008 році у Вільнюській художній академії Віктор Мартинович захистив докторську дисертацію на тему «Вітебський авангард (1918—1922): соціокультурний контекст і художня критика» («Віцебскі авангард (1918—1922): сацыякультурны кантэкст і мастацкая крытыка»), отримавши науковий ступінь доктора філософії. З 2009 року Мартинович працює доцентом Європейського гуманітарного університету, а з 2010 року кілька років працював керівником департаменту політичних наук університету.

## Літературна творчість
У 2009 році Віктор Мартинович видав свій перший роман російською мовою «Параноя», який вийшов друком у російському видавництві «Аст». За визначенням самого автора, цей роман про «кохання в умовах диктатури». Частина джерел повідомляють, що цей роман потрапив під заборону продажу в книгарнях Мінська, а також у інтернет-магазинах Білорусі, хоча цьому немає офіційного підтвердження. У 2011 році Віктор Мартинович опублікував свій другий роман, і перший, написаний виключно білоруською мовою «Сцюдзёны вырай», який можна перекласти українською мовою як «Холодний вирій». Цей роман став першим у білоруській літературі, опублікованим у вигляді інтернет-релізу. У цьому романі описується знайомство дівчини з Білорусі з американцем, який розпочав вивчати білоруську мову, після чого ця дівчина опиняється у психлікарні. За словами самого автора, цей роман навряд чи буде перекладений якоюсь мовою, оскільки у ньому білоруською мовою свідомо зроблено велика кількість помилок. За словами автора, цей текст можна вважати потрійним обманом, а також висловився, що в цьому романі він сам здійснив потрійне самогубство.
У 2013 році Віктор Мартинович видав спочатку російською мовою у вигляді безкоштовного електронного релізу свій наступний роман «Сфагнум», а пізніше видав цей роман у друкованій формі білоруською мовою. За короткий час «Сфагнум» став лідером продаж у білоруській мережі книгарень «Белкнига». Білоруською мовою роман переклав білоруський перекладач Віталій Рижков, причому переклад здійснений без використання нецензурної лексики, яка неодноразово використовувалась у російськомовному варіанті твору, так що сам автор книги зазначив, що цей переклад можна включити навіть до шкільної програми. У романі описуються пригоди трьох білоруських гопників, які заборгували бандитам велику суму грошей, і вирішили сховатися від них у болотистій місцевості, де з ними відбуваються загадкові пригоди.
У 2014 році Віктор Мартинович видав свій найвідоміший роман «Мова», який як білоруською, так і російською мовою вийшов під назвою «Мова 墨瓦», без перекладу. Два китайські ієрогліфи у назві твору відповідно означають склади «Мо» і «Ва», які й складають слово «мова» білоруською мовою. За словами письменника, роман належить до жанру «лігвістичного бойовика». У романі описуються, як у майбутньому Китай і Росія утворили спільну союзну державу, до якої включили й Білорусь. У центрі Мінська утворився великий китайський квартал. У такому місті великою цінністю стають контрабандні згортки паперу (білоруською мовою «скруткі»), які поставляються з Польщі, за допомогою яких, виконавши спеціальний процес віднайдення необхідних ієрогліфічних написів у китайському кварталі, можна отримати виражене наркотичне сп'яніння від самого вживання білоруських слів замість більш загальнозрозумілої російської мови.
У 2016 році письменник видав свій наступний роман «Озеро радості», який початково виданий російською мовою. Цей роман став найпродавашою книгою в Білорусі за підсумками серпня 2016 року. За словами самого автора, та за оцінками літературних критиків, у романі розповідається про маленьку людину на ім'я Яся.
У 2018 році вийшов друком наступний роман Віктора Мартиновича «Ніч», початково виданий білоруською мовою. У романі розповідається про фантастичний майбутній Мінськ, який раптово занурився у повну темряву, та поступово розпадається на окремі держави.
Окрім романів, у доробку Віктора Мартиновича є низка оповідань, дві п'єси — «Обладунки Праведності» та «Найкраще місце у світі», а також документально-історична розвідка «Батьківщина. Марк Шагал у Вітебську».

## Переклади
Низка творів Віктора Мартиновича перекладені іноземними мовами. Зокрема, оповідання «Табу» та роман «Параноя» опубліковані англійською мовою. Романи «Параноя» та «Мова» перекладені також німецькою мовою.

## Премії
У 2012 січень: роман «Сцюдзёны вырай» включений в довгий список білоруської літературної премії імені Єжи Гедройца.
У 2012 березень: за роман «Сцюдзёны вырай» Віктор Мартинович отримав білоруську літературну премію «Дебют» імені Максима Богдановича в жанрі прози.
У 2014 році Віктор Мартинович удостоєний відзнаки Єврокону як найкращий дебютант. У 2012 році письменник отримав білоруську премію «Дебют» імені Максима Богдановича за роман «Сцюдзёны вырай».

### Романи
- 2009 — Паранойя
- 2011 — Сцюдзёны вырай
- 2013 — Сфагнум
- 2014 — Мова
- 2016 —Возера радасці
- 2018 — Ноч

### Оповідання
- 2008 — Инговое окончание
- 2010 — Не отправленное
- 2010 — Табу

### П'єси
- 2015 — Самое лучшее место на свете
- 2016 — Доспехи Праведности

### Документально-історичні твори
- 2015 — Родина. Марк Шагал в Витебске